# Segundo Ato de Sucessão
O Segundo Ato de Sucessão (em inglês: Second Seccession Act) foi aprovado pelo Parlamento da Inglaterra, em Junho de 1536, durante o reinado de Henrique VIII.
Esta lei removia as duas irmãs Maria e Isabel da linha da sucessão. A lei foi formalmente intitulado como Sucessão à Coroa: Ato de Casamento de 1536 (em inglês: Succession to the Crown: Marriage Act 1536; 28 Hen. 8 c.7), ou Lei de Sucessão de 1536 (em inglês: Act of Succession 1536). A lei substituiu o Primeiro Ato de Sucessão, que declarava a filha de Henrique, a Princesa Maria, como ilegítima e a sua outra filha, a Princesa Isabel, como herdeira legítima. Isto seguiu-se à condenação e execução de Ana Bolena, a mãe de Isabel. 
Como resultado, Henrique não teve nenhum herdeiro legítimo até ao nascimento do Príncipe Eduardo, em outubro de 1537. A sucessão foi posteriormente alterada pelo Terceiro Ato de Sucessão, que voltou a incluir Maria e Isabel na linha de sucessão.